# Estação Itaberaba
A Estação Itaberaba - Hospital Vila Penteado será uma das futuras estações do Metrô de São Paulo e pertencerá à Linha 6–Laranja, que atualmente se encontra em obras. Em sua primeira fase, com 15,9 quilômetros de extensão, a Linha 6 deverá interligar o bairro de Vila Brasilândia, na Zona Norte, à Estação São Joaquim, da Linha 1–Azul.
A Estação Itaberaba ficará localizada na confluência entre as ruas Amaro Domingues, São Leonardo e Diadema. A estação possuirá três acessos: um situar-se-á na altura do número 1823 da Avenida Itaberaba (próximo ao Sonda Supermercado), sendo o seu segundo acesso no número 104 da Rua Amaro Rodrigues e o terceiro na altura do número 4859 da Avenida Ministro Petrônio Portela, cujo acesso atenderá o Hospital Geral de Vila Penteado e o CEU Freguesia do Ó, ambos no distrito da Freguesia do Ó, na Zona Norte de São Paulo.
Será a estação mais profunda do Metrô de São Paulo e de toda a América Latina, 67 metros abaixo do nível da rua, posição que tomou da Estação Higienópolis–Mackenzie, após a passagem do Shield em setembro de 2024 na última estação em questão.

## História
A estação começou a ser construída em dezembro de 2015, época em que a sua previsão de entrega estava prevista inicialmente para meados de 2021. Posteriormente, este prazo acabou sendo descartado devido ao atraso de um ano no financiamento da Caixa Econômica Federal, que seria usado para o pagamento das desapropriações. Em 2017, a previsão de entrega da linha era no primeiro semestre de 2021, sendo que o prazo dado pelo Governo de São Paulo para o reinício das obras era até junho de 2017. Antes da paralisação das obras em 2 de setembro de 2016, devido ao envolvimento das construtoras na Operação Lava Jato da Polícia Federal de Curitiba, a estação estava prevista para ser entregue no final de 2021.
Após venda do consórcio Move SP à Acciona em 2020, as obras foram retomadas, atualmente tendo prazo de finalização de 2025.

## Características
Estação enterrada com plataformas laterais, estruturas em concreto aparente e salas de apoio ao nível da superfície. Possuirá acesso para pessoas portadoras de deficiência.
| Sigla | Estação                            | Inauguração              | Capacidade     | Integração               | Plataformas | Posição     | Notas |
| ----- | ---------------------------------- | ------------------------ | -------------- | ------------------------ | ----------- | ----------- | --- |
| ITB   | Itaberaba - Hospital Vila Penteado | Segundo semestre de 2026 | Não confirmada | Bilhete Único da SPTrans | Laterais    | Subterrânea | Estação com estrutura de concreto aparente. O nome da estação foi pensado como um elemento urbano de integração para facilitar a conexão entre as duas principais avenidas da região, inclusive a de atender o fluxo advindo do Hospital Vila Penteado, no qual acarretou na composição de seu nome na Avenida Ministro Petrônio Portela |

## Funcionamento da linha
| Linha     | Terminais                 | Estações | Conexões | Duração das viagens (min) | Intervalo entre trens (s) | Funcionamento |
| --------- | ------------------------- | -------- | --- | ------------------------- | ------------------------- | ------------- |
| 6 Laranja | Brasilândia ↔ São Joaquim | 15       | Água Branca (Linhas 3-Vermelha, 7-Rubi, 8-Diamante e 9-Esmeralda), Higienópolis-Mackenzie (Linha 4-Amarela) e São Joaquim (Linha 1-Azul) | 23                        | 75                        | Em construção |